# گندمک رایج
گندمک رایج، دانه قناری (نام علمی: Stellaria media) نام یک گونه از تیره میخکیان است.